# 維默比
維默比（瑞典語：Vimmerby）是瑞典卡爾馬省維默比市镇的城区，2010年，有人口7,934人。

## 外部連結
- Vimmerby Municipality - Official site
- Astrid Lindgren's World - Theme Park